# Elezioni presidenziali in Benin del 1996
Le elezioni presidenziali in Benin del 1996 si tennero il 3 marzo (primo turno) e il 17 marzo (secondo turno).

## Risultati
| Candidati         | Partiti                                           | I turno   | I turno | II turno  | II turno |
| Candidati         | Partiti                                           | Voti      | %       | Voti      | %        |
| ----------------- | ------------------------------------------------- | --------- | ------- | --------- | -------- |
| Mathieu Kérékou   | Fronte d'Azione per il Rinnovamento e lo Sviluppo | 567 084   | 33,94   | 999 453   | 52,49    |
| Nicéphore Soglo   | Partito della Rinascita del Benin                 | 596 371   | 35,69   | 904 626   | 47,51    |
| Adrien Houngbédji | Partito del Rinnovamento Democratico              | 329 364   | 19,71   |           |          |
| Bruno Amoussou    | Partito Socialdemocratico                         | 129 731   | 7,76    |           |          |
| Pascal Fontondji  | Partito Comunista del Benin                       | 17 977    | 1,08    |           |          |
| Lionel Agbo       | Indipendente                                      | 15 418    | 0,92    |           |          |
| Léandre Djagoué   | Indipendente                                      | 15 079    | 0,90    |           |          |
| Totale            | Totale                                            | 1 671 024 | 100     | 1 904 079 | 100      |